# Tom Maayan
Tom Kenji Maayan (in ebraico טום מעיין‎?; Montréal, 5 luglio 1993) è un cestista canadese con cittadinanza israeliana.

## Palmarès
- Campionato israeliano: 1

Hapoel Gerusalemme: 2014-15
- Coppa di Lega israeliana: 1

Hapoel Gerusalemme: 2014